# Obični oposum
Obični oposum (lat. Didelphis marsupialis) je tobolčar iz reda štakoraša, koji živi od sjeveroistoka Meksika do Bolivije, uključujući i Male Antile. Najviše obitavaju u šumama, ali isto tako mogu živjeti u poljima i gradovima. 

## Stanište
Obični oposum živi u tropskim i suptropskim šumama, na visinama do 2200 m. Koristi širok spektar gnijezda. Najčešće ima gnijezdo u šupljem stablu, međutim, također kopa gnijezdo u svakom tamnom mjestu, ako ništa drugo nije pogodno (što ih često dovodi u sukob s ljudima).

## Opis
Obični oposum slične je veličine kao kućna mačka. Krzno oposuma zapravo je žuto, ali ga prekriva duga crna dlaka. Doseže dužinu tijela 26-45 centimetara. Goli, glatki rep može biti i do 50 cm. Ima 50 zubi. Velike uši obično su crne, a njegovo lice je obično blijedo boje breskve, s crnim zaliscima i očima koje odražavaju crvenkastu svjetlost. Može težiti više od tri kilograma.

## Ponašanje
Kreće se uglavnom noću po tlu, a ponekad se penje i gnijezdi na drveću. Izvan parenja obično su usamljeni. Često se smatraju nametnicima. Pljačkaju kante za smeće, gnijezde se na mjestima koja nisu pogodna za to pa su često zarobljeni i ubijeni.
Ima široku sposobnost prilagodbe na promjene u okolišu, a zubi omogućuju prehranu različitom vrstom hrane. Mogu jesti male kukce, male životinje, voće, povrće, ali i lešine. Njihova sposobnost probavljanja, omogućuje im da imaju širi spektar hrane od čovjeka.